# 遠藤綾
遠藤 綾（えんどう あや、1980年2月17日 - ）は、日本の女性声優。山形県出身。インテンション所属。

## 来歴
声優を目指したきっかけは、小学生の頃に、当時アニメに出演していた声優がテレビに出演していたのを見ていた。その時に年配の女性声優が主人公の男の子の声を演じていたのを知り「なんて変な仕事なんだ！」と衝撃を受けた。その時、「大人なのにアニメに関わってるのが素敵だな」と思い、その頃から漠然と声優に憧れるようになった。
子供の頃から人並にアニメは好きだったが、「声優になったらほかの人より早くアニメが見られるのでは!?」と軽い気持ちからスタートした。その頃は声優がテレビに出始めたころで、実際の声優と役柄とのギャップに驚いて興味を持ったのかもしれないという。
なんとなく「声優になりたいなあ」という気持ちは高校卒業後も変わらなかったが、友人に声優になりたいという人物もいなかった。声優を目指し上京し、野沢那智が主宰する養成所パフォーミング・アート・センターに入学し、留年を経て卒業。養成所を決めた理由は、親が野沢のことを知っていたため安心だと思ったからと語っている。
2004年、『流星花園』の牧野つくし役で初主役。
2005年に『おくさまは女子高生』の堀口かすみ役がTVアニメでの最初のレギュラー出演。2007年に『らき☆すた』の高良みゆき役で知名度を上げて以来、2008年には『マクロスF』のシェリル・ノーム役や『ネオ アンジェリーク Abyss』のアンジェリーク役などを担当した。
インターネットラジオ番組『Plume物語』内では、水野愛日、河原木志穂と共に声優ユニット・Plume（プリュム）を結成していたが、現在は活動休止中である。
テレビアニメ『らき☆すた』オープニングテーマ『もってけ!セーラーふく』が第12回アニメーション神戸で主題歌賞（ラジオ関西賞）を受賞、2008年、第2回声優アワードにて平野綾、加藤英美里、福原香織と共に歌唱賞を受賞、2009年、第3回声優アワードにて助演女優賞を受賞。
2013年8月8日、自身のブログで結婚を報告した。
2025年3月31日、同日付でオフィスPACが事業停止したことに伴い、インテンションに移籍。

## 人物・エピソード
声種はソプラノ、ハスキー。方言は山形弁。
声優としては、テレビアニメ、外画吹き替えを中心に活躍。
養成所時代は演劇が苦手であり、師匠的存在の野沢那智によれば「演劇が嫌だ」と言っていたこともあるという。本人は「芝居はやりたいが、ラブシーンを演じるのが嫌」で、それが原因で卒業させてもらえなかったという逸話もある。野沢はそれに関して「よし、じゃあラブシーンのない芝居を作ろう」と語ったこともある。また、本人は元々声優がやりたかったので「声優の前に俳優であれ」という校長の言葉に周囲が重くなり、クラスの中と学校で「声優になりたい人」と言われたときに遠藤だけが手を上げていたという。
水谷優子の死後、彼女の持ち役であるミニーマウスの吹き替えを引き継いだ。
特技は水泳？とのこと。

## 出演
太字はメインキャラクター。

### テレビアニメ
2002年
- 魔王ダンテ

2003年
- しましまとらのしまじろう

2004年
- GIRLSブラボー（2004年 - 2005年、キルティちゃん、女子生徒2、女子生徒B、武装メイドA、子供 他） - 2シリーズ
- 巌窟王（アルベール〈少年時代〉）
- 銀河鉄道物語（モルガーナ）
- 最遊記RELOAD GUNLOCK（凛）
- SAMURAI 7（女芸人A）
- MONSTER（インゲ、コレッタ、女性、子供たち）
- LOVE♥LOVE?（女生徒B）
- とっとこハム太郎 はむはむぱらだいちゅ!（アサちゃん）

2005年
- おくさまは女子高生（堀口かすみ）
- 学園アリス（子供）

2006年
- いぬかみっ!（いまり）
- 牙 -KIBA-（グラウジオ、サギリ、ピーノ）
- くじびき♥アンバランス（女生徒）
- ゼーガペイン（ソゴル・ミサキ / 十凍未沙季）
- TOKKO 特公（白石雪乃）
- ふしぎ星の☆ふたご姫 Gyu!（トロワ）

2007年
- 金色のコルダ〜primo passo〜（高階礼乃）
- キスダム -ENGAGE planet-（流姫那乃亜、ナレーション）
- 機動戦士ガンダム00（絹江・クロスロード）
- CLAYMORE（クレイモアA）
- げんしけん2（中島）
- 神曲奏界ポリフォニカ（クリスタ）
- 神霊狩/GHOST HOUND（小木ナミエ）
- メイプルストーリー（2007年 - 2008年、ニーナ）
- もっけ（優）
- らき☆すた（高良みゆき）

2008年
- 銀魂（2008年 - 2011年、内野、兄ヶ崎百々） - 2シリーズ
- ケメコデラックス!（ヴァニラ・M・リペアーズ）
- しゅごキャラ!（大友絵里子）
- セキレイ（2008年 - 2010年、松） - 2シリーズ
- ネオ アンジェリーク Abyss（アンジェリーク） - 2シリーズ
- BLASSREITER（メイフォン・リウ）
- BLUE DRAGON 天界の七竜（リンダ）
- ポケットモンスター ダイヤモンド&パール（スモモ）
- マクロスF（シェリル・ノーム）

2009年
- 青い文学シリーズ「地獄変」（美月）
- かなめも（南ゆうき）
- 源氏物語千年紀 Genji（紫の上、ナレーション）
- 屍姫 玄（フレッシュ・バックボーン）
- 蒼天航路（丁美湖）
- 宇宙をかける少女（神凪いつき）
- とある科学の超電磁砲（2009年 - 2013年、鉄装綴里） - 2シリーズ
- 東京マグニチュード8.0（リサ）
- NEEDLESS（クルス・シルト / 山田）
- バスカッシュ!（スパンキー）
- 花咲ける青少年（花鹿・ルイーサ・陸深・バーンズワース）

2010年
- 一騎当千 XTREME XECUTOR（馬超孟起）
- 刀語（日和号）
- 閃光のナイトレイド（愛玲）
- ソ・ラ・ノ・ヲ・ト（フィリシア・ハイデマン）
- 伝説の勇者の伝説（クイールの母）
- とある魔術の禁書目録 シリーズ（2010年 - 2019年、オルソラ＝アクィナス） - 2シリーズ
- バトルスピリッツ 少年激覇ダン（兵堂剣蔵）
- バトルスピリッツ ブレイヴ（2010年 - 2011年、兵堂剣蔵、ファン）
- パンティ&ストッキングwithガーターベルト（クイーン・バービィ）
- ひめチェン!おとぎちっくアイドル リルぷりっ（落合久美）
- MAJOR 6th season（先川）

2011年
- 神様のメモ帳（黒田小百合）
- 機動戦士ガンダムAGE（エミリー・アモンド / エミリー・アスノ、ハロ、ユノア・アスノ）
- 君と僕。（2011年 - 2012年、佐倉花代） - 2シリーズ
- ギルティクラウン（供奉院亞里沙）
- TIGER & BUNNY（三姉妹次女リリー）
- ダンタリアンの書架（メイベル・ナッシュ）
- ちはやふる（2011年 - 2020年、綾瀬千歳） - 3シリーズ
- デジモンクロスウォーズ 〜時を駆ける少年ハンターたち〜（戸塚）
- HIGH SCORE（憂木沙夜、藤原景織子）
- 花咲くいろは（末広広子）
- ポケットモンスター ベストウイッシュ（2011年 - 2013年、サリイ、パンジー） - 2シリーズ
- 夢喰いメリー（エンギ・スリーピース）
- 47都道府犬（山形犬）

2012年
- アクセル・ワールド（フーコ / スカイ・レイカー）
- イクシオン サーガ DT（エミリア）
- うぽって!!（ミレ先生）
- クイーンズブレイド リベリオン（アンネロッテ）
- K（クローディア・ヴァイスマン）
- 坂道のアポロン（深堀百合香）
- ジョジョの奇妙な冒険（ポコの姉）
- しろくまカフェ（2012年 - 2013年、笹子さん）
- 新世界より（渡辺早季〈36歳〉）
- ソードアート・オンライン（2012年 - 2020年、桐ヶ谷翠） - 3シリーズ
- だから僕は、Hができない。（リサラ・レストール）
- ダンボール戦機W（大空遥）
- 超訳百人一首 うた恋い。（小野小町 / 吉子）

2013年
- アイカツ!（夢咲ティアラ）
- イナズマイレブンGO ギャラクシー（2013年 - 2014年、野咲さくら）
- 頭文字D シリーズ（2013年 - 2014年、香織） - 2シリーズ
- カーニヴァル（ツクモ）
- 君のいる町（浅倉清美）
- 幻影ヲ駆ケル太陽（エティア・ヴィスコンティ）
- 絶対防衛レヴィアタン（リザードマン）
- 超次元ゲイム ネプテューヌ THE ANIMATION（ツイーゲ）
- デート・ア・ライブ（2013年 - 2024年、村雨令音、崇宮澪） - 5シリーズ
- 凪のあすから（潮留みをり）
- HUNTER×HUNTER（第2作）（コムギ）
- フォトカノ（大谷桃子）
- ポケットモンスター XY（2013年 - 2016年、パンジー、ビビヨン） - 2シリーズ

2014年
- ガールフレンド（仮）（月白陽子）
- ガンダムビルドファイターズトライ（2014年 - 2016年、カミキ・ミライ） - 1シリーズ + 特別編
- クレヨンしんちゃん（2014年 - 2016年、吉川アナ、携帯ショップ店員、お嬢さま、歯科助手）
- 星刻の竜騎士（ヴェロニカ・ロートレアモン）
- 天体のメソッド（柚季の母）
- それいけ!アンパンマン（2014年 - 2024年、クルミちゃん〈3代目〉）
- ノブナガ・ザ・フール（ニッコロ・マキャベリ）
- 妖怪ウォッチ（2014年 - 2023年、フミちゃん〈木霊文花〉、コマさん、コマじろう、ふぶき姫、椿姫、百鬼姫、ゆきおんな、トホホギス、ブカッコウ、死神鳥、ヨコドリ、はらおどり、フゥミン、お金ナイダー、ブドウニャン、あかなめ、マイッカー、ガチン小僧、烏天狗、総ナメ、イナホの母、テッペイ 他）- 3シリーズ

2015年
- おそ松さん（2015年 - 2025年、トト子、ナレーション、アイダ、秘書、薫子 他） - 4シリーズ + 特別編
- 終わりのセラフ 名古屋決戦編（柊真昼）
- 牙狼〈GARO〉-炎の刻印-（魔導輪ジルバ）
- 境界のRINNE（2015年 - 2016年、架印の母） - 2シリーズ
- 幸腹グラフィティ（女講師）
- 蒼穹のファフナー EXODUS（ジェレミー・リー・マーシー）
- Fate/kaleid liner プリズマ☆イリヤ シリーズ（2015年 - 2016年、金髪の少年 / ギル） - 2シリーズ
- 魔法少女リリカルなのはViVid（ヴィクトーリア・ダールグリュン）
- みんな集まれ!ファルコム学園（エリィ・マグダエル）
- ユリ熊嵐（椿輝澪愛）
- 六花の勇者（シェトラ）

2016年
- ViVid Strike!（ヴィクトーリア・ダールグリュン）
- かみさまみならい ヒミツのここたま（2016年 - 2018年、レンジ、ケーキ屋の店主）
- クラシカロイド（2016年 - 2018年、チャイコフスキー） - 2シリーズ
- 甲鉄城のカバネリ（滅火）
- 坂本ですが?（ユカ）
- 6HP/シックスハートプリンセス（哲学教師）
- 夏目友人帳 伍（カヤツボ）
- 名探偵コナン（2016年 - 2024年、ビアンカ、直村伊鈴、小牧美穂子、陸奥麗子）

2017年
- BORUTO-ボルト- NARUTO NEXT GENERATIONS（2017年 - 2023年、筧スミレ）
- モンスターハンター ストーリーズ RIDE ON（カギシッポ）
- 18if（桜部優子）
- Fate/Apocrypha（モードレッドの母）
- 潔癖男子!青山くん（倉田梢）
- 魔法使いの嫁（2017年 - 2023年、シルキー、綿蟲、アレクサンドラ） - 3シリーズ
- プリプリちぃちゃん!!（音楽さん）

2018年
- ヴァイオレット・エヴァーガーデン（カトレア・ボードレール）
- BEATLESS（ミコト）
- 宇宙よりも遠い場所（佐々木夢）
- こみっくがーるず（花園莉々香）
- スナックワールド（ソーニア）
- 宇宙戦艦ティラミス（リージュ・ルロワ） - 2シリーズ
- 銀河英雄伝説 Die Neue These（フレデリカ・グリーンヒル）
- 妖怪ウォッチ シャドウサイド（2018年 - 2019年、コマじろう、パックン / ガブリエル、ふぶき姫、ナツメの母）
- はたらく細胞（2018年 - 2021年、先輩赤血球） - 2シリーズ
- 深夜!天才バカボン（ボイル＝シャルルの法則、ナデシコ）
- DOUBLE DECKER! ダグ&キリル（ソフィー･ゲンズブール）
- FAIRY TAIL（2018年 - 2019年、アンナ）
- ガイコツ書店員 本田さん（コオモテ、れいな、アビー、P社営業 女、よーこ 他）
- CONCEPTION（アリー、リエス）
- ゴブリンスレイヤー（2018年 - 2023年、剣の乙女） - 2シリーズ
- 青春ブタ野郎シリーズ（2018年 - 2025年、友部美和子） - 2シリーズ

2019年
- フューチャーカード 神バディファイト（大天使竜 ガヴリール）
- revisions リヴィジョンズ（矢沢悠美子）
- スター☆トゥインクルプリキュア（2019年 - 2020年、テンジョウ、さそり座のスタープリンセス）
- ぱすてるメモリーズ（サクラ）
- この世の果てで恋を唄う少女YU-NO（有馬恵子）
- キラキラハッピー★ ひらけ!ここたま（ニッキー）
- さらざんまい（一稀の生みの親）
- フルーツバスケット（2019年 - 2021年、杞紗の母） - 2シリーズ
- あひるの空（2019年 - 2020年、車谷由夏）
- Fate/Grand Order -絶対魔獣戦線バビロニア-（2019年 - 2020年、ケツァル・コアトル）
- 妖怪学園Y 〜Nとの遭遇〜（2019年 - 2021年、小間サン太夫 / リトルコマンダー、コマジロ、コマ母ちゃん）

2020年
- ID:INVADED イド:インヴェイデッド（鳴瓢綾子）
- プランダラ（ペルモ）
- アイカツオンパレード!（夢咲ティアラ）
- トミカ絆合体 アースグランナー（2020年 - 2021年、ジャイロン、駆動マドカ）
- シャドウバース（2020年 - 2024年、アイン） - 2シリーズ
- ノー・ガンズ・ライフ（エマ・クルツ）
- 呪術廻戦（2020年 - 2023年、家入硝子、陀艮〈受胎時〉） - 2シリーズ
- GREAT PRETENDER（エマ）

2021年
- Re:ゼロから始める異世界生活（2021年 - 2024年、リーシア / リアラ） - 2シリーズ
- アイカツプラネット!（片桐ナタリー）
- はたらく細胞BLACK（一般細胞）
- 真・中華一番!（ミラ）
- 擾乱 THE PRINCESS OF SNOW AND BLOOD（鴉森翔和）
- セスタス -The Roman Fighter-（サビーナ）
- NIGHT HEAD 2041（立花美紀）
- ラブライブ!スーパースター!!（葉月花）
- 境界戦機（2021年 - 2022年、ダリア・リヴォフ） - 2シリーズ
- 魔法科高校の劣等生 追憶編（桜井穂波）

2022年
- 東京24区（櫻木松子）
- ニンジャラ（ウォーレン）
- アオアシ（カラス）
- 異世界薬局（ベアトリス・ド・メディシス）
- 金装のヴェルメイユ〜崖っぷち魔術師は最強の厄災と魔法世界を突き進む〜（ファーテマ）
- 名探偵コナン 犯人の犯沢さん（ユイカ、クラブのオーナー）

2023年
- ツルネ -つながりの一射-（二階堂由希）
- ヴィンランド・サガ（幼少クヌート）
- EDENS ZERO（ホーリィ）
- うちの会社の小さい先輩の話（篠崎恵）
- SPY×FAMILY（オルカ・グレッチャー）
- 暴食のベルセルク（ディアナ・バルバトス）

2024年
- 青の祓魔師 島根啓明結社篇（吉田マリア）
- 貼りまわれ!こいぬ（ポメ、生徒、園児、舎妹・ベニコ、子犬A 他） - 2シリーズ
- 声優ラジオのウラオモテ（大野麻里）
- 魔王様、リトライ!R（コウメイ）

2025年
- メダリスト（加護芽衣子）
- 花は咲く、修羅の如く（林もなか）
- この会社に好きな人がいます（三田志織）
- ユア・フォルマ（トトキ）
- ウマ娘 シンデレラグレイ（タマモの母）
- 地獄先生ぬ〜べ〜 (2025)（高橋律子）
- デブとラブと過ちと!（幸田夢子）

2026年
- 「お前ごときが魔王に勝てると思うな」と勇者パーティを追放されたので、王都で気ままに暮らしたい（マリア・アフェンジェンス）

### 劇場アニメ
2004年
- 劇場版 とっとこハム太郎 はむはむぱらだいちゅ! ハム太郎とふしぎのオニの絵本塔（アサちゃん）

2007年
- いぬかみっ! THE MOVIE 特命霊的捜査官・仮名史郎っ!（いまり）

2009年
- 劇場版 マクロスF（2009年 - 2011年、シェリル・ノーム） - 2部作

2010年
- 蒼穹のファフナー HEAVEN AND EARTH（ジェレミー・リー・マーシー）

2011年
- 劇場版 ハヤテのごとく! HEAVEN IS A PLACE ON EARTH（鈴音）

2012年
- 劇場版 FAIRY TAIL 鳳凰の巫女（エクレア）
- マクロスFB7 銀河流魂 オレノウタヲキケ!（シェリル・ノーム）

2014年
- 映画 妖怪ウォッチ 誕生の秘密だニャン!（フミちゃん、コマさん、らくてん童、ゆきおんな）
- 劇場版 アイカツ!（夢咲ティアラ）

2015年
- 映画 妖怪ウォッチ エンマ大王と5つの物語だニャン!（コマさん、コマじろう）
- 劇場版デート・ア・ライブ 万由里ジャッジメント（村雨令音）

2016年
- アクセル・ワールド INFINITE∞BURST（フーコ / スカイ・レイカー）
- 映画 妖怪ウォッチ 空飛ぶクジラとダブル世界の大冒険だニャン!（コマさん、コマじろう、ヤミキュウビ）
- ゼーガペインADP（ソゴル・ミサキ）

2017年
- 映画ドラえもん のび太の南極カチコチ大冒険（モフスケ）
- 劇場版 Fate/kaleid liner プリズマ☆イリヤ Licht 名前の無い少女（ギル）
- 映画 妖怪ウォッチ シャドウサイド 鬼王の復活（カオデカ鬼〈母〉）

2018年
- 劇場版Infini-T Force/ガッチャマン さらば友よ（佐々岡）
- 機動戦士ガンダムNT（エリク・ユーゴ）

2019年
- えいがのおそ松さん（トト子）
- ヴァイオレット・エヴァーガーデン 外伝 - 永遠と自動手記人形 -（カトレア・ボードレール）
- 映画 スター☆トゥインクルプリキュア 星のうたに想いをこめて（テンジョウ）
- 映画 妖怪学園Y 猫はHEROになれるか（小間サン太夫 / リトルコマンダー）

2020年
- 映画ドラえもん のび太の新恐竜（キュー）
- 劇場版 ヴァイオレット・エヴァーガーデン（カトレア・ボードレール）

2021年
- 劇場短編マクロスF 〜時の迷宮〜（シェリル・ノーム）
- 映画 妖怪ウォッチ♪ ケータとオレっちの出会い編だニャン♪ワ、ワタクシも〜♪♪（フミちゃん、コマさん、コマじろう）
- 劇場版 呪術廻戦 0（家入硝子）

2022年
- おそ松さん〜ヒピポ族と輝く果実〜（トト子）
- 雨を告げる漂流団地（観覧車の少女）

2023年
- 妖怪ウォッチ♪ ジバニャンvsコマさん もんげー大決戦だニャン（コマさん、コマじろう）
- らくだい魔女 フウカと闇の魔女（パティ）
- 青春ブタ野郎はおでかけシスターの夢を見ない（友部美和子）
- おそ松さん〜魂のたこ焼きパーティーと伝説のお泊り会〜（トト子〈弱井魚魚子〉）
- 青春ブタ野郎はランドセルガールの夢を見ない（友部美和子）

### OVA
2006年
- げんしけん（春日部友人A）

2007年
- ツバサ TOKYO REVELATIONS（護刃）

2008年
- 舞-乙HiME 0〜S.ifr〜（レナ・セイヤーズ）
- らき☆すたOVA（オリジナルなビジュアルとアニメーション）（高良みゆき）

2009年
- 鋼の錬金術師 FULLMETAL ALCHEMIST 盲目の錬金術師（ロザリー・ハンベルガング）

2010年
- 装甲騎兵ボトムズ Case;IRVINE（イシュルーナ）
- 娘クリ Nyan×2 Music Clip（シェリル・ノーム）
- 模型戦士ガンプラビルダーズ ビギニングG（ダイアン・リー）

2011年
- カーニバル・ファンタズム（ギルガメッシュ〈子供時代〉）
- クイーンズブレイド リベリオン（アンネロッテ）
- SUPERNATURAL: THE ANIMATION（テッサ）
- 世界一初恋 〜羽鳥芳雪の場合〜（吉野千夏）
- 戦場のヴァルキュリア3 誰がための銃瘡（リエラ・マルセリス）
- TAKAMICHI SUMMER WORKS「セミ」

2012年
- HIGH SCORE（憂木沙夜）

2013年
- 機動戦士ガンダムAGE MEMORY OF EDEN（エミリー・アスノ）

2014年
- IS 〈インフィニット・ストラトス〉2 ワールド・パージ編（篝火ヒカルノ）

2016年
- クビキリサイクル 青色サヴァンと戯言遣い（姫菜真姫）
- 魔法使いの嫁 星待つひと / 西の少年と青嵐の騎士（2016年 - 、シルキー）  - コミックス第6 - 8巻・第16巻 - 18巻アニメーションDVD付き特装版
- WORKING!!!（八千代の母） - Blu-ray&DVD第6巻

2017年 
- ViVid Strike!（ヴィクトーリア・ダールグリュン） - 第3・4巻

2019年 
- Fate/kaleid liner Prisma☆Illya プリズマ☆ファンタズム（ギル）
- 銀河英雄伝説 Die Neue These 星乱（フレデリカ・グリーンヒル）
- 蒼穹のファフナー THE BEYOND（2019年 - 2020年、ジェレミー・リー・マーシー）

2020年
- ゴブリンスレイヤー -GOBLIN'S CROWN-（剣の乙女）

2021年
- Fate/Grand Carnival（子ギル）

### Webアニメ
- ポケモンジェネレーションズ（2016年、シロナ）
- モンストアニメ（2017年、カレン・ネイヴィス）
- バトルスピリッツ サーガブレイヴ（2019年 - 2020年、兵堂剣蔵[125]）
- テルマエ・ロマエ ノヴァエ（2022年、吉澤）
- グッド・ナイト・ワールド（2023年、メイ / 有間雅[126]）
- きょうのまついぬ（2023年、ナレーション）
- 餓狼伝: The Way of the Lone Wolf（2024年、泉冴子[127]）
- Fate/Grand Order 藤丸立香はわからない（2025年、子ギル）

### ゲーム
2004年
- 遙かなる時空の中で3（安徳天皇）

2006年
- みんなのテニス（チカ）

2007年
- 召喚少女 〜ElementalGirl Calling〜（レナ）
- スイングゴルフ パンヤ 2ndショット!（ロロ）
- らき☆すたの森（高良みゆき）

2008年
- らき☆すた 〜陵桜学園 桜藤祭〜（高良みゆき）
- ロザリオとバンパイア 七夕のミス陽海学園（夕凪琴織）
- Real Rode 〜リアルロデ〜（シャルロッタ姫）

2009年
- Canvas3 〜淡色のパステル〜（千種菜々美）
- Granado Espada（ヘレナ）
- グランディア オンライン（ミランダ）
- セキレイ 〜未来からのおくりもの〜（松）
- パズル -ぼくらの48時間戦争-（安田玲子）
- マクロスアルティメットフロンティア（シェリル・ノーム）
- らき☆すた ネットアイドル・マイスター（高良みゆき）
- ルーンファクトリー3（ペルシャ）
- ルミナスアーク3 アイズ（オルモルディ）

2010年
- アガレスト戦記2（ヴィクトリア）
- Another Century's Episode:R（シェリル・ノーム）
- アルトネリコ3 世界終焉の引鉄は少女の詩が弾く（アカネ）
- イブ・ザ・ファースト バーストエラー（法条まりな）
- 英雄伝説 零の軌跡（エリィ・マクダエル）
- エンド オブ エタニティ（リーンベル）
- Canvas3 〜七色の奇跡〜（千種菜々美）
- 紅魔城伝説II 妖幻の鎮魂歌（八雲紫）
- 斬撃のREGINLEIV（フレイヤ）
- スカッとゴルフ パンヤ（セシリア）
- ソ・ラ・ノ・ヲ・ト 乙女ノ五重奏（クインテット）（フィリシア・ハイデマン）
- ザックとオンブラ まぼろしの遊園地（ニコラ）
- 東京鬼祓師 鴉乃杜學園奇譚（飛坂巴）
- のーふぇいと! 〜only the power of will〜（星野希咲）
- ぱすてるチャイムContinue（イヴ・ラライラ）
- 武装神姫 BATTLE MASTERS（鷲型MMS ラプティアス）
- プリンセスラバー!〜Eternal Love For My Lady〜（シャルロット＝ヘイゼルリンク）
- マクロストライアルフロンティア（シェリル・ノーム）
- MAPLUS ポータブルナビ3（シェリル・ノーム）
- 雅恋 〜MIYAKO〜（葛葉）
- らき☆すた 〜陵桜学園 桜藤祭〜 Portable（高良みゆき）
- ラストランカー（ロザ）
- Real Rode 〜リアルロデ〜 Portable（シャルロッタ姫）
- League of Legends（ソナ）

2011年
- 英雄伝説 碧の軌跡（エリィ・マクダエル）
- SDガンダム GGENERATION シリーズ（2011年 - 2025年、カリス・ノーティラス〈CROSSRAYS - 〉、エミリー・アモンド、マイキャラクターボイス女性〈WORLD・OVER WORLD・GENESIS〉） - 5作品
- ガチトラ! 〜暴れん坊教師 in High School〜（新堂美鈴）
- 最後の約束の物語（マラルメ）
- 戦場のヴァルキュリア3（リエラ・マルセリス）
- 戦律のストラタス（鷹乃巣禊）
- 第2次スーパーロボット大戦Z 破界篇 / 再世篇（シェリル・ノーム）
- FRONTIER GATE（アーシャ）
- マクロストライアングルフロンティア（シェリル・ノーム）
- みんなのGOLF 6（カレン）

2012年
- 青の祓魔師 幻刻の迷宮（モニカ・レイン）
- アクセル・ワールド -銀翼の覚醒-（倉崎楓子）
- 圧倒的遊戯 ムゲンソウルズ（シュシュ・インフィニット〈清楚、ドM〉）
- 英雄伝説 零の軌跡 Evolution（エリィ・マクダエル）
- ガールズRPG シンデレライフ（主人公）
- ガールフレンド（仮）（月白陽子）
- CONCEPTION 俺の子供を産んでくれ!（アリー）
- スーパーロボット大戦OGサーガ 魔装機神II REVELATION OF EVIL GOD（スメラ・パラオム）
- テイルズ オブ エクシリア2（オリジン）
- 時と永遠 〜トキトワ〜（マキモナ）
- ヒーローズファンタジア（セリッシュ）
- フォトカノ（大谷桃子）
- PROJECT X ZONE（リエラ・マルセリス、リーンベル）
- 夕暮れのバルキリーズ（七条院みどり）
- 嫁コレ（エリィ・マクダエル）

2013年
- アクセル・ワールド -加速の頂点-（倉崎楓子）
- イナズマイレブンGO ギャラクシー ビッグバン/スーパーノヴァ（野咲さくら、イシガシ ゴーラム、瞬木隼人〈幼少〉）
- エクステトラ（セレネー）
- サモンナイト5（アルカ）
- 神撃のバハムート（ピユラ）
- スーパーロボット大戦OGサーガ 魔装機神III PRIDE OF JUSTICE（スメラ・パラオム）
- スーパーロボット大戦Operation Extend（シェリル・ノーム）
- スーパーロボット大戦UX（シェリル・ノーム）
- 地球防衛軍4（謎の科学者）
- デート・ア・ライブ 凜祢ユートピア（村雨令音）
- 願いの欠片と白銀の契約者（少女A）
- ファイナルファンタジーXIV：新生エオルゼア（イダ）
- フォトカノ Kiss（大谷桃子）
- マクロス30 銀河を繋ぐ歌声（シェリル・ノーム）
- メタルマックス4 〜月光のディーヴァ〜（カリン）
- 妖怪ウォッチ（フミ、コマさん、びんボーイ、トホホギス 他）

2014年
- 英雄伝説 碧の軌跡 Evolution（エリィ・マクダエル）
- 艦隊これくしょん -艦これ-（2014年 - 2018年、Bismarck、Z1、Z3） - 3作品
- ガンダムトライエイジSP（オペレーター）
- 学園K -Wonderful School Days-（クローディア・ヴァイスマン）
- 機動戦士ガンダム エクストリームバーサス（2014年 - 2016年、エミリー・アモンド） - 2作品
- 君のいる町（浅倉清美）
- テイルズ オブ リンク（レオーネ）
- デート・ア・ライブ 或守インストール（村雨令音）
- ファンタシースター ノヴァ（リーンベル）
- Fate/hollow ataraxia（ギル〈少年期〉）
- 魔法少女大戦 ZANBATSU（紅雪油姫）
- メダロット8（ナビゲーションボイス）
- メダロットDUAL（カブトVer.ナビゲーションボイス）
- メテオスクールガール（神崎恭子）
- 妖怪ウォッチ2 元祖/本家/真打（フミ、コマさん、コマじろう、とらじろう、あかなめ 他）

2015年
- アイカツ! My No.1 Stage!（夢咲ティアラ）
- イグジストアーカイヴ -The Other Side of the Sky-（神河蘭世）
- 頭文字D ARCADE STAGE 8 インフィニティ（対戦アピール『標準』女性）
- エビコレ フォトカノ Kiss（大谷桃子）
- 学園K -Wonderful School Days- V Edition（クローディア・ヴァイスマン）
- ケイオスドラゴン 混沌戦争（フラメル）
- PSYCHO-PASS サイコパス 選択なき幸福（誓湯撫子）
- ザクセスヘブン（神成鳴子、五月雨しずく、幻堂美幽）
- ザクセスヘブン リベリオン（若紫）
- スーパーロボット大戦BX（シェリル・ノーム）
- デート・ア・ライブ Twin Edition 凜緒リンカーネイション（村雨令音）
- ファンタジーアース ゼロ（熟練した女性兵士II）
- 封印勇者!マイン島と空の迷宮（スペリオ）
- Bloodborne The Old Hunters（ヨセフカ）
- ブレイブ フロンティア（ミセル）
- ブレイブリーアーカイブ ディーズレポート（カタリナ）
- PROJECT X ZONE 2:BRAVE NEW WORLD（リーンベル）
- ミリ姫大戦 −Militärische Mädchen−（ロンメル、ラムケ）
- メダロット9（ナビゲーションボイス）
- 妖怪ウォッチバスターズ 赤猫団/白犬隊（コマさん、ふぶきちゃん、コマじろう 他）
- 妖怪ウォッチ ぷにぷに（コマさん、コマじろう、ふぶき姫、小間サン太夫、リトルコマンダー、ザシキコマンダー、フミ姫、雲雀朱音 他）
- リリーと魔神の物語（ジーナ）
- LORD of VERMILION III（エンプーサ）

2016年
- アイカツ! フォトonステージ!!（夢咲ティアラ）
- あんさんぶるガールズ!!（水嶌うしお）
- おそ松さんへそくりウォーズ 〜ニートの攻防〜（トト子）
- 感染×少女（蜂ノ巣 やいと）
- クイズRPG 魔法使いと黒猫のウィズ（シェリル・ノーム）
- グランブルーファンタジー（2016年 - 2022年、神月かりん、イシュミール）
- グリムノーツ（ホワイティ、赤の女王、蒼桐）
- サモンナイト6 失われた境界たち（アルカ）
- Shadowverse（かりん、ワードローブレイダー、騎竜兵、ミッドナイトヴァンパイア、敬虔な修道女、アークビショップ・レリア）
- スクール・オブ・セイヴァーズ 〜聖剣使いの禁呪詠唱 ONLINE〜（山田花児）
- スターオーシャン5 Integrity and Faithlessness（フィオーレ・ブルネリ）
- ストリートファイターV（神月かりん）
- 誰ガ為のアルケミスト（2016年 - 2019年、ストリア、シェリル・ノーム）
- チェインクロニクル（2016年 - 2023年、リエラ、ハハブ、シース、剣の乙女）
- チェインクロニクル3（ヒトリ、アフタビ）
- 討鬼伝2（椿）
- 電波人間のRPGfree（アオコ）
- Fate/Grand Order（2016年 - 2024年、子ギル、ケツァル・コアトル）
- マクロスΔ スクランブル（シェリル・ノーム）
- メダロット ガールズミッション（ナビゲーションボイス）
- モンスターストライク（2016年 - 2024年、カレン・ネイヴィス、神月かりん、モフスケ、コマさん、ふぶき姫、クリムト、家入硝子）
- 妖怪三国志（コマさん孫策、コマじろう孫権、ふぶき姫小喬 他）
- 妖怪ウォッチ3 スシ/テンプラ/スキヤキ（コマさん、ガチン小僧、マイッカー、総ナメ、烏天狗 他）
- LORD of VERMILION Re:3（フィオーレ・ブルネリ）
- ロードス島戦記オンライン（ディードリット）

2017年
- 歌マクロス スマホDeカルチャー（2017年 - 2021年、シェリル・ノーム）
- この世の果てで恋を唄う少女YU-NO（有馬恵子）
- スーパーロボット大戦X-Ω（シェリル・ノーム）
- アクセル・ワールド エンドオブバースト（倉崎楓子）
- アクセル・ワールド VS ソードアート・オンライン 千年の黄昏（スカイ・レイカー）
- ヴァルキリーコネクト（かりん）
- おそ松さん THE GAME はちゃめちゃ就職アドバイス -デッド オア ワーク-（トト子）
- オルタンシア・サーガ -蒼の騎士団-（オドレイ）
- GRAVITY DAZE 2（エレクトリシティ）
- スターオーシャン:アナムネシス（リーンベル、フィオーレ・ブルネリ）
- スタートリガー（レベッカ）
- ゼノブレイド2（テンイ）
- 旋光の輪舞2（三条櫻子）
- ディシディア ファイナルファンタジー オペラオムニア（イダ）
- デュエル エクス マキナ（夜魔 リリス）
- ドラえもん のび太の南極カチコチ大冒険（モフスケ）
- 遙かなる時空の中で3 Ultimate（安徳天皇）
- ファイアーエムブレム Echoes もうひとりの英雄王（クレア）
- ファイアーエムブレム ヒーローズ（2017年 - 2025年、クレア、リュール）
- ファイナルファンタジーXIV：紅蓮のリベレーター（リセ）
- 無双☆スターズ（小夜 / 夜見）
- 妖怪ウォッチバスターズ2 秘宝伝説バンバラヤー ソード/マグナム（Tコマさん、コマじろう、キャトリーヌ、ふぶきちゃん、カネクイヒメ 他）

2018年
- 英雄伝説 閃の軌跡IV -THE END OF SAGA-（エリィ・マクダエル）
- 機動戦士ガンダム エクストリームバーサス2（2018年 - 2025年、カリス・ノーティラス、エミリー・アモンド） - 4作品
- クリスタル オブ リユニオン（カタリナ）
- ドラガリアロスト（ブリュンヒルデ）
- ドラゴンクエストライバルズ（マイユ）
- 妖怪三国志 国盗りウォーズ（コマさん孫策、コマじろう孫権、ふぶき姫小喬 他）
- Re:ステージ！ プリズムステップ（高良みゆき）
- StraStella（ノエル）

2019年
- CONCEPTION PLUS 俺の子供を産んでくれ!（アリー）
- 47 HEROINES（指月天理）
- 甲鉄城のカバネリ -乱- 始まる軌跡（滅火）
- いつでも はたらく細胞（先輩赤血球）
- グラフィティスマッシュ（五獣のゲンブ）
- ファンタジーライフオンライン（テルハ）
- 私立ベルばら学園 〜ベルサイユのばらRe*imagination〜（有栖川マリ）
- 妖怪ウォッチ4 ぼくらは同じ空を見上げている / 4++（フミ、コマさん、コマじろう、パックン / ガブリエル、ふぶき姫 他）
- VARIOUS DAYLIFE（ロゼルタ・シューラー）
- 妖怪ウォッチ1 for Nintendo Switch（フミ、コマさん、ししコマ、コマじろう、とらじろう 他）
- とある魔術の禁書目録 幻想収束（オルソラ＝アクィナス）
- スーパーロボット大戦DD（マービュオン）
- 英雄伝説 暁の軌跡モバイル（エリィ・マクダエル）
- アズールレーン クロスウェーブ（駿河）
- ポケモンマスターズ / EX（2019年 - 2023年、ビオラ）
- クリスタルオブリユニオン（フォルトゥーナ）
- きららファンタジア（エンギ・スリーピース）
- 七つの大罪 光と闇の交戦（バレンティ）

2020年
- ダンジョンに出会いを求めるのは間違っているだろうか 〜メモリア・フレーゼ〜（剣の乙女）
- WAR OF THE VISIONS ファイナルファンタジー ブレイブエクスヴィアス 幻影戦争（ル・シア）
- ドラえもん のび太の新恐竜（キュー）
- ブラウンダスト（ソフィア）
- 英雄伝説 創の軌跡（エリィ・マクダエル）
- デート・ア・ライブ 蓮ディストピア（村雨令音）
- 妖怪学園Y 〜ワイワイ学園生活〜（小間サン太夫 / リトルコマンダー、コマジロ、バッテンママギラス）
- ロックマンX DiVE（2020年 - 2023年、アイリス / 渾然たるアイリス）
- シャドウバース チャンピオンズバトル（シャドウナイツ アイン）
- 武装神姫 アーマードプリンセス バトルコンダクター（ラプティアス）
- エピックセブン（リリアス）

2021年
- ブレイブリーデフォルトII（マルファ・ランサー）
- 二ノ国：Cross Worlds（エデリアン）
- 白夜極光（ユーライア、ビクトリア）
- 妖怪ウォッチ1 スマホ（フミ、コマさん、ししコマ、コマじろう、とらじろう 他）
- 共闘ことばRPG コトダマン（2021年 - 2023年、シェリル・ノーム、家入硝子）
- スーパーロボット大戦30（エリク・ユーゴ）

2022年
- 原神（夜蘭）
- 放置少女〜百花繚乱の萌姫たち〜（商鞅）
- 聖塔神記 トリニティトリガー（クラテール）
- ドラゴンクエストX オフライン（マイユ）
- ゴブリンスレイヤー エンドレスハンティング（剣の乙女）

2023年
- ファイアーエムブレム エンゲージ（主人公〈女〉）
- ルーンファクトリー3スペシャル（ペルシャ）
- アナザーエデン 時空を超える猫（"残影の佳人" シャノン）
- ラストクラウディア（神戒マウナ）
- オメガストライカーズ（ジュノ）
- レッド：プライドオブエデン（エレイン）
- ミスティックアビス：遺失海域（シーア）
- ポーカーチェイス（ヴィオラ・ビヨンド）
- 月ウサギのそだてかた（ミホ）
- 無期迷途（デレーヤ）
- あんさんぶるスターズ!! Basic / Music（三毛縞斑〈幼少期〉） - 2作品
- 雀魂（ギル）
- パニシング:グレイレイヴン（含英・清商）
- アークナイツ（ビルトゥオーサ）
- 呪術廻戦 ファントムパレード（家入硝子）
- 英雄伝説 閃の軌跡：Northern War（エリィ・マクダエル）
- サンローラン騎士団（ハリス）
- 紅魔城レミリア II 妖幻の鎮魂歌（八雲紫）
- シン・クロニクル（ジョカ）
- プリンセスコネクト!Re:Dive（レディ・アラクネ）

2024年
- 呪術廻戦 戦華双乱（家入硝子）
- ペルソナ3 リロード（伏見千尋）
- ユニコーンオーバーロード（ヴァージニア）
- マクロス -Shooting Insight-（シェリル・ノーム）
- 東方スペルカーニバル（聖白蓮）
- 百英雄伝 (アイリス）
- 機動戦士ガンダム アーセナルベース（カミキ・ミライ）
- ガンダムブレイカー4（ドーラ）
- 銀河英雄伝説 Die Neue Saga（フレデリカ・グリーンヒル）
- 勝利の女神:NIKKE（フローラ）
- エンバーストーリア（吉備紫津乃）
- ドールズフロントライン2：エクシリウム（ネメシス）

2025年
- 崩壊:スターレイル（アグライア）
- ゼンレスゾーンゼロ（アストラ・ヤオ）
- ブラウンダスト2（ウィルヘルミナ、剣の乙女）
- 魔法使いの嫁 盛夏の幻と夢見る旅路（シルキー）

### 吹き替え

#### 映画
2002年
- マグダレンの祈り
- ターンレフト ターンライト

2003年
- テッセラクト
- 4人の食卓

2004年
- オオカミの誘惑（イ・ボジョン〈イ・ジヒ〉）
- 小さな魔法使いと秘密の城 リトル・ウィッチ2

2005年
- エレクトラ
- ザ・リング ※フジテレビ版

2006年
- ジャン＝クロード・ヴァン・ダム ザ・ディフェンダー
- 007 ムーンレイカー ※DVD用新録版
- パリス・ヒルトン in ビバリーヒルズの誘惑（ヘザー〈パリス・ヒルトン〉）
- ボイス
- 紅はこべ
- プリティ・ヘレン（オードリー・デイヴィス〈ヘイデン・パネッティーア〉）

2007年
- こわれゆく世界の中で（ベアトリス）
- 世界で一番パパが好き!
- ソウ3
- ドリームズガールズ

2010年
- みんな元気（幼少時代のエイミー）
- ラスト・ソング（アシュリー〈メリッサ・オードウェイ〉）

2011年
- 三銃士/王妃の首飾りとダ・ヴィンチの飛行船（コンスタンス・ボナシュー〈ガブリエラ・ワイルド〉）※劇場公開・ソフト版

2013年
- 6TRAP（ジュールス〈ペネロペ・ミッチェル〉）

2015年
- テスター・ルーム（ジェーン・ハーパー〈オリヴィア・クック〉）

2016年
- 思いやりのススメ（ドット〈セレーナ・ゴメス〉）※ Netflixオリジナル版
- ザ・ブリザード（ミリアム〈ホリデイ・グレインジャー〉）
- 太陽がいっぱい（マルジュ・デュヴァル〈マリー・ラフォレ〉）※スター・チャンネル版
- ファンタスティック・ビーストと魔法使いの旅（クイニー・ゴールドスタイン〈アリソン・スドル〉）
- ラザロ・エフェクト（ゾーイ・マコンネル博士〈オリヴィア・ワイルド〉）
- ロボット（サナ〈アイシュワリヤー・ラーイ・バッチャン〉）※ファミリー劇場版

2018年
- ファンタスティック・ビーストと黒い魔法使いの誕生（クイニー・ゴールドスタイン〈アリソン・スドル〉）

2019年
- シャザム!（ダーラ〈フェイス・ハーマン〉、スーパーダーラ〈ミーガン・グッド〉）※劇場公開版
- 13日の金曜日 PART2（ジニー〈エイミー・スティール〉）※Netflix版
- クリスマスに降る雪は（公爵 / アンジー〈キーナン・シプカ〉）※Netflixオリジナル

2020年
- ザ・ピーナッツバター・ファルコン（エレノア〈ダコタ・ジョンソン〉）

2022年
- ファンタスティック・ビーストとダンブルドアの秘密（クイニー・ゴールドスタイン〈アリソン・スドル〉）
- ナイト・オブ・ザ・リビングデッド（バーバラ〈ジュディス・オーディア〉）

2023年
- シャザム!〜神々の怒り〜（ダーラ〈フェイス・ハーマン〉、スーパーダーラ〈ミーガン・グッド〉）

#### ドラマ
2002年
- ワンだー・エディ

2003年
- コールドケース 迷宮事件簿 #14

2004年
- ER緊急救命室（2004年 - 2006年、デュバタ・マハル〈スマリー・モンタノ〉）
- 名探偵モンク シーズン3（DVD版はシーズン4）
- 流星花園（牧野つくし〈徐熙媛〉）

2005年
- 刑事ナッシュ・ブリッジス・ファイナル
- コールドケース3 #6（レティシア）
- 戰神 MARS（麻生キラ〈徐熙媛〉）
- トゥルー・コーリング
- メントーズ〜世界の偉人たちからのメッセージ

2006年
- 22世紀ファミリー 〜フィルにおまかせ〜（ピム・ディフィー）

2008年
- BONES（キャムデン・ディストリ）

2009年
- 五星大飯店〜Five Star Hotel〜（タン・トウトウ〈牛萌萌〉）

2010年
- カリフォルニケーション（ベッカ〈マデリーン・マーティン〉）

2012年
- フルハウスTAKE2（チャン・マノク〈ファン・ジョンウム〉）

2014年
- 会いたい（イ・スヨン / ジョイ・ル〈ユン・ウネ〉）
- 超能力ファミリー サンダーマン（ノーラ〈アディソン・リーケ〉）
- ナース・ジャッキー5（キャリー・ローマン〈ベティ・ギルピン〉）
- スーパーナチュラル（2014年 - 2021年、アレックス・ジョーンズ〈キャサリン・ラムディーン〉）

2015年
- アクエリアス 刑事サム・ホディアック（エマ・カーン〈エマ・デュモン〉）
- 超能力ファミリー サンダーマン シーズン2（ノーラ〈アディソン・リーケ〉）
- ナース・ジャッキー6（キャリー・ローマン〈ベティ・ギルピン〉）
- ハンニバル3（千代〈TAO〉）

2016年
- ナース・ジャッキー7（キャリー・ローマン〈ベティ・ギルピン〉）
- ワンス・アポン・ア・タイム4（アナ〈エリザベス・ライル〉）

2017年
- アクエリアス 刑事サム・ホディアック シーズン2（エマ・カーン〈エマ・デュモン〉）
- NCIS: ニューオーリンズ シーズン2 #11（ソフィア・フリーマン）
- エレメンタリー4 ホームズ&ワトソン in NY #9, #12（フィオナ〈ベティ・ギルピン〉）
- グッド・ガールズ 〜NY女子のキャリア革命〜（パティ･ロビンソン〈ジュヌヴィエーヴ･エンジェルソン〉）※amazonプライムビデオオリジナル版
- GRIMM/グリム シーズン5 #15
- TABOO（ジルファ・ギアリー〈ウーナ・チャップリン〉）
- 超能力ファミリー サンダーマン シーズン3（ノーラ〈アディソン・リーケ〉）

2018年
- 私立探偵ストライク（ロビン・エラコット〈ホリデイ・グレインジャー〉）

2019年
- 超能力ファミリー サンダーマン シーズン4（ノーラ〈アディソン・リーケ〉）
- 100日の郎君様（キム・ソヘ〈ハン・ソヒ〉）
- ブラック・ミラー シーズン5 #1

2021年
- ステージド2 俺たちの舞台、アメリカ上陸!?（フィービー・ウォーラー＝ブリッジ）

#### アニメ
2013年
- プレーンズ（赤ピットカー）

2016年
- ディズニー各作品（ミニーマウス〈2代目〉）

2017年
- ミッキーマウスとロードレーサーズ（ミニーマウス）
- ミッキーマウス!（ミニーマウス）

2018年
- 犬ヶ島（ナツメグ）
- チキチキマシン猛レース!(Wacky Races)（IQタカオくん）※dTVチャンネルにて配信

2020年
- ミッキーマウス ミックス・アドベンチャー（ミニーマウス）

2021年
- ロングのゆかいなレストラン（メロディ）

2023年
- スター・ウォーズ:ヤング・ジェダイ・アドベンチャー（リス）
- ワンス・アポン・ア・スタジオ -100年の思い出-（ミニーマウス）

### パチンコ
- CRぱちんこRio -Rainbow Road-（カレン、2014年）
- パチスロ 秘宝伝〜太陽を求める者達〜（アキ）
- CRくるくるぱちんこ新EX麻雀2M-KX（朱雀転身香蓮）
- CR 真・花の慶次（まつ）

### ラジオ
※はインターネット配信。
- エマ放送協會・教育ラジオ（2005年、『英國戀物語エマ 第二幕』公式サイト内※）
- Plume物語 〜お茶の時間〜（2006年 - 2008年、アニたま電波局※）
- 超!mobile A&G presents バトスピ大好き声優の生放送！（2011年 - 2012年、超!A&G+※）
- Plume物語 〜Royal Plume Tea〜（2007年 - 2008年、ランティスウェブラジオ※）
- だから僕は、Hなラジオができない。（2012年、音泉※・HiBiKi Radio Station※）
- Sheryl Nome Wave（2012年、アニメ公式サイト内※）
- ガイコツ書店員 本田さん バックヤードレイディオ（2018年、ラジオ大阪・ラジオクラウド※）

### ラジオドラマ
- プリンセスラバー! ラジオ放送局 -あなたへ届け、恋の花-（シャルロット＝ヘイゼルリンク）
- 悠幻の学び舎〜いもうと学園〜（桃源舞華）
- ほしいもパラダイス 〜乾物を越えた愛〜（サヤ・エンドウ）
- 花の慶次-雲のかなたに-（まつ〈ナレーション〉）※TBSラジオ『キャイ〜ンの、今宵も最高潮 大儀であった!』内で放送（2014年4月 - 12月）
- 義風堂々!!兼続と慶次（お船）※文化放送「義風堂々!!〜音語り〜」内で放送（2015年）

### 舞台
- ヌーベルバーグ（DK Hollywood）

### 映像商品
- 愛の萌えメイド（桃坂三千子）
- ライブビデオ ネオロマンス♥フェスタ ネオ アンジェリーク 大陸祭典（アルカディア・カーニバル）
- バラエティDVD ネオ アンジェリーク Special 大陸祭日（アルカディア・ホリディ）
- マクロスF 超時空スーパーライブ cosmic nyaan(コズミック娘)
- らき☆すた in 武道館 あなたのためだから（ビデオレターのみ出演）

### ナレーション
- ホンイキ!（2010年7月3日、日本テレビ）
- マクロスF 超時空スーパーライブ コズミック娘（ニャーーーン）-娘（ニャン）チラ♂スペシャル-（2011年11月6日、TOKYO MX、KBS京都）
- 劇場版「ドットハック セカイの向こうに」話題沸騰!緊急スペシャル!（2012年1月6日、BS11）
- マクロス超時空ゼミナール!!（TOKYO MX、BS11）
- マクロス30周年記念番組 マクロスを作った男たち（2012年7月8日、TOKYO MX）
- ロボット・エクスプローラーズ -宇宙ではたらく探査機たち-（ナビゲーター[276]）
- 人気急上昇ウォッチ〜今ご当地でコレが人気SP〜（2014年8月15日、テレビ東京）※『妖怪ウォッチ』とのコラボでコマさんとしてウィスパー、ジバニャンと共にナレーションを担当
- カスペ!・超ド級!世界のありえない映像烈伝（フジテレビ、14〜17）
- 火曜は全力!華大さんと千鳥くん（2021年4月6日 - 、フジテレビ）

### CD

#### ドラマCD
2004年
- ビューティー・ポップ（リカちゃん）

2005年
- フルーツバスケット（女子生徒）

2007年
- 大正野球娘。 乙女たちのハイキング（月映巴）
- ネオ アンジェリーク〜たそがれの騎士〜（アンジェリーク）

2008年
- おとまりHONEY（雪野）
- おにいちゃんCD Advance
- 学園アリス（茨木のばら）※花とゆめ 2008年18・19号全員サービス
- コープスパーティー・ブラッドカバー 第1巻（宍戸結衣）
- ネオ アンジェリーク〜あかつきの天使〜（アンジェリーク）
  - ネオ アンジェリーク Abyss バラエティーCD vol.1 アルカディア パラダイス（アンジェリーク）

- BLUE DROP vol.1 LOVERS SIDE 〜神子〜（清美）
- らき☆すた ドラマCD（ドラマがコンプリートなディスク）（高良みゆき）
- 身代わり伯爵シリーズ 身代わり伯爵の冒険（ミレーユ・オールセン）

2009年
- ELEMENT GIRLS 元素周期 〜聴いて萌えちゃう化学の基本〜（ベリリウム）
- 鬼切様の箱入娘（一庫由梨絵）
- カーニヴァル 飛べない翼/人魚の瓶（ツクモ）
- クイーンズブレイド リベリオン 美闘士戦記（アンネロッテ）
- コープスパーティー・ブラッドカバー 第2巻（宍戸結衣）
- SH@PPLE -しゃっぷる-（蝶間林典子）
- 宇宙をかける少女 ドラマCD（神凪いつき）
- SKET DANCE（浅雛菊乃、相田律子）
- 断章のグリム ドラマCD ―小人と靴屋―（時槻風乃）
- なかよし公園2（マチコ）
- ネオ アンジェリーク Abyss バラエティーCD vol.2 アルカディア パラダイス2（アンジェリーク）
- マクロスF 娘ドラ◎ ドラ1 - 4（シェリル・ノーム）
- Berry's ドラマCD Vol.5（牧ノ沢恵那）
- 落花流水（帆風水夏）
  - 落花流水 バラエティCD（帆風水夏）

- Real Rode 〜Pure White Disc〜（シャルロッタ姫）
- 身代わり伯爵シリーズ（ミレーユ・オールセン）
  - 身代わり伯爵と悪戯な媚薬
  - 身代わり伯爵の結婚

2010年
- 青空の卵-夏の終わりの三重奏-（巣田香織）※発売中止
- アルトネリコシリーズ
  - アルトネリコ ヒュムノス ミュージカル〜ココナ〜二つの想い 二つの詩〜（アカネ）
  - アルトネリコ3 世界終焉の引鉄は少女の詩が弾く sideフィンネル〜After story〜（アカネ）

- 英雄伝説 零の軌跡 〜光と闇の棲む街〜（エリィ・マクダエル）
- カーニヴァルシリーズ
  - カーニヴァル 〜輪（サーカス）〜（ツクモ）
  - カーニヴァル リノル（ツクモ）

- 影執事マルクの響き2
- ジンキ・エクステンド〜リレイション〜 ドラマCD 〜超・男の生き様（ハイパーマンロマン）〜（黄坂南）
- 東京鬼祓師 鴉乃杜學園奇譚 第弐巻（飛坂巴）
- 鳥籠学級（雪消雨堤）
- 氷結鏡界のエデン 楽園幻想（メイメル・イン・カーネイション）
- らぶかの♥ Episode II（綾瀬美優）
- らんらんコミックドラマCD（るんるん）
- 身代わり伯爵と秘密のデート（ミレーユ・オールセン）※The Beans VOL.13全員サービス

2011年
- アリアンロッド・サガ ファンブック 「Heart break Memory」付属 ドラマCD「追憶のフラグメント」（リアノン・アガルタ）
- 英雄伝説 零の軌跡シリーズ
  - 零の軌跡 レン物語 〜陽光のぬくもりに抱かれて〜（エリィ・マクダエル）
  - 零の軌跡 第一章 〜神狼たちの午後〜（エリィ・マクダエル）

- GIRL FRIENDS（大橋亜紀子）
- カーニヴァルシリーズ
  - カーニヴァル ヴィント（ツクモ）
  - カーニヴァル ヴァントナーム（ツクモ）

- 戦律のストラタス 零（鷹乃巣禊）
- テイルズ オブ ヴェスペリア 虚空の仮面 前編（キャナリ）
  - テイルズ オブ ヴェスペリア 虚空の仮面 後編（キャナリ、ハリー〈子供時代〉）

- TRACE（佐々木カンナ）
- ほしいもパラダイス2 〜万能ネギ男を救出せよ!〜（サヤ・エンドウ）
- まほうつかいの箱 ドラマCD Vol.1 〜狙われたアーネンエルベ〜（ギルガメッシュ〈子供時代〉）
- 萌えよ!戦車学校V型（エリカ・バドリオ）

2012年
- 『アクセル・ワールド』+『ソードアート・オンライン』ドラマCD（倉崎楓子）
- カーニヴァルシリーズ
  - カーニヴァル 煙の館（ツクモ）
  - カーニヴァル クロノメイ（ツクモ）

- ダブルクロス The 3rd Edition リプレイ・デイズ（青峰ミユキ）
- ボクラノキセキ（リダ・ラザラサーレ）※コミックス第6巻限定版付属CD
- ボクラノキセキ（高尾春湖 / リダ・ラザラサーレ）※コミックス第7巻限定版付属CD
- 魔法科高校の劣等生 オーディオドラマDVD（桜井穂波）
- バトスピ大好きスペシャルデッキ&ドラマセット ドラマCD「ロロとトリックスターの異界見聞録」（トリックスター）

2013年
- カーニヴァルシリーズ（ツクモ）
  - カーニヴァル それぞれの時
  - カーニヴァル 選ぶべき道

- 茅田砂胡 全仕事1993-2013〈特別版〉ドラマCD「紅蓮の夢」（シャーミアン）
- 百器徒然袋 風5〜雲外鏡〜 薔薇十字探偵の然疑（中禅寺敦子）
- ボクラノキセキ（高尾春湖 / リダ・ラザラサーレ）※コミックス第8・9巻限定版付属CD
- レーカン!（天海響）

2014年
- カーニヴァルシリーズ（ツクモ）
  - カーニヴァル 再会
  - カーニヴァル 二人の與儀

- 学園K Drama CD（クローディア・ヴァイスマン）
- しろくまカフェ オリジナルドラマCD（笹子）
  - しろくまカフェ
  - ぺんぎんカフェ

- ボクラノキセキ（高尾春湖/ リダ・ラザラサーレ）※コミックス第10巻限定版付属CD
- 宮河家の空腹 〜陵桜学園高等学校文化祭は大パニックかも〜（高良みゆき）

2015年
- 終わりのセラフ 一瀬グレン、16歳の破滅（柊真昼）※第6巻限定版付属CD
- ボクラノキセキ（高尾春湖 /  リダ・ラザラサーレ）※コミックス第12・13巻限定版付属CD
- metro 〜メトロ〜（恵子）

2016年
- おそ松さん 6つ子のお仕事体験ドラ松CDシリーズ カラ松&トド松withトト子『ホストクラブ』（弱井トト子）
- カーニヴァル ドラマCDブック PRISM-いけない父兄参観-（ツクモ）
- スターオーシャン5 -Integrity and Faithlessness-（フィオーレ・ブルネリ）
- ナヴァグラハ -DefenD 9 Triggers-（美南）※コミックス第2巻ドラマCD付き特装版
- ボクラノキセキ（高尾春湖 / リダ・ラザラサーレ）
  - コミックス第14巻特装版付属CD
  - ドラマCD付き単行本 はじまりのヒカリ
  - ドラマCD付き単行本 ぼくらの前世考察

- 魔法少女リリカルなのは Reflection ドラマCD付き特別鑑賞券【フェイト&アリサ&すずか編＋ボーナストラック ViVid Strike! リンネ編】（ヴィクトーリア・ダールグリュン）
- 魔法使いの嫁（シルキー）※第5巻初回限定版付属CD

2017年
- ナヴァグラハ -DefenD 9 Triggers-（水天のヴィーダ）※コミックス第3巻ドラマCD付き特装版

2019年
- おそ松さん かくれエピソードCD「松野家のわちゃっとした感じ」第1〜3巻（トト子）
- ゴブリンスレイヤー（剣の乙女）※小説第10・12巻ドラマCD付き限定特装版

2020年
- Memories of Love（鳴瓢綾子）※TVアニメ『ID：INVADED』Blu-ray BOX下巻付録

2024年
- 恋した人は、妹の代わりに死んでくれと言った。（イルーシェ）

#### その他CD
- ありえない告白CD
- おしかりCD
- 告白CD（白内病）
- 身代わり伯爵 ラジオCD「身代わり伯爵と王宮の目安箱／男子限定身代わりトーク」（朗読）※コミック&文庫連動全員サービス
- だから僕は、Hなラジオができない。ラジオCD Vol.1- 3（リサラ・レストール）
- PSYCHO-PASS サイコパスラジオ 公安局刑事課24時 選択なき幸福[293]

### アプリ
- Androidアプリ 絵本スタジオ（読み手）
- Vectorモバイルゲームサービス「サイキック少女大戦!」（マリン＝ソレイユ）
- iPhoneアプリ うらごえっ！〜二ノ宮琴音編〜（二ノ宮琴音）

### テレビ番組
- 第65回NHK紅白歌合戦（コマさんの声）
- 天才てれびくんYOU（豆のもじもん まめたん）
- やままる（けろ班長）

### CM
- ダイハツ /ウェイク 妖怪兄弟 ゴルフ篇（コマさん、コマじろう）
- 花王 / アタックNeo抗菌Ex Wパワー「アタックNo1篇」（鮎原こずえ）
- NHK総合 / 発表!全マクロス大投票（シェリル・ノーム）
- 森永乳業 / 毎朝爽快 （鮎原こずえ）

### その他コンテンツ
- Webコミック 愛しの焔 〜ゆめまぼろしのごとく〜（明智光秀〈ミツ〉）
- My sweet ウマドンナ 〜僕は君のウマ〜（藤沢紅莉栖）
  - My sweet ウマドンナ2 〜ウマすぐ Kiss Me〜（藤沢紅莉栖）
- 東京ディズニーリゾート（ミニーマウス）
- ディズニー・オン・アイス（ミニーマウス）
- ディズニーライブ（ミニーマウス）
- リアル脱出ゲーム PTG vol.1 不思議な晩餐会へようこそ（怪しい魔女[294]）

## ディスコグラフィ

### キャラクターソング
| 発売日   | 商品名                                                                                   | 歌 | 楽曲 | 備考                                                                        |
| 2006年   | 2006年                                                                                   | 2006年 | 2006年 | 2006年                                                                      |
| -------- | ---------------------------------------------------------------------------------------- | --- | --- | --------------------------------------------------------------------------- |
| 7月26日  | いぬかみっ！ キャラクターコレクションCD 6 いまり・さよか＆啓太                           | いまり（遠藤綾）、さよか（新谷良子）                                                                                                 | 「Ciao!Ciao!笑っチャオ☆」 | テレビアニメ『いぬかみっ！』関連曲                                          |
| 12月21日 | いぬかみっ！ キャラクターボーカルアルバム paradiso                                       | 薫の犬神10人 | 「百花繚乱紅乃乙女」 | テレビアニメ『いぬかみっ！』挿入歌                                          |
| 2007年   |                                                                                          | | |                                                                             |
| 5月23日  | もってけ！セーラーふく                                                                   | 泉こなた（平野綾）、柊かがみ（加藤英美里）、柊つかさ（福原香織）、高良みゆき（遠藤綾）                                               | 「もってけ！セーラーふく」 | テレビアニメ『らき☆すた』オープニングテーマ                                 |
| 5月23日  | もってけ！セーラーふく                                                                   | 泉こなた（平野綾）、柊かがみ（加藤英美里）、柊つかさ（福原香織）、高良みゆき（遠藤綾）                                               | 「かえして！ニーソックス」 | テレビアニメ『らき☆すた』関連曲                                             |
| 7月11日  | TVアニメ『らき☆すた』エンディングテーマ集 〜ある日のカラオケボックス〜                   | 泉こなた（平野綾）、柊かがみ（加藤英美里）、柊つかさ（福原香織）、高良みゆき（遠藤綾）                                               | 「ドラえもんのうた」 「負けないで」 | テレビアニメ『らき☆すた』エンディングテーマ                                 |
| 7月11日  | TVアニメ『らき☆すた』エンディングテーマ集 〜ある日のカラオケボックス〜                   | 高良みゆき（遠藤綾） | 「地上の星」 | テレビアニメ『らき☆すた』エンディングテーマ                                 |
| 8月8日   | もってけ！セーラーふくRe-Mix001〜7 burning Remixers〜                                    | 泉こなた（平野綾）、柊かがみ（加藤英美里）、柊つかさ（福原香織）、高良みゆき（遠藤綾）                                               | 「もってけ！セーラーふく【調子こいて玉砕ミックス】」 「もってけ！セーラーふく【メタボ対策Mix】」 「もってけ!セーラーふく【中の人on the floor mix】」 「もってけ！セーラーふく【-うんだかだ〜教の野望-】」 「もってけ！セーラーふく【グルコサミっくす】」 「もってけ！セーラーふく【祭みっくす！】」 「もってけ！セーラーふく【青春orzミックス】」 | テレビアニメ『らき☆すた』関連曲                                             |
| 9月5日   | らき☆すた キャラクターソング Vol.004 高良みゆき                                          | 高良みゆき（遠藤綾） | 「萌え要素ってなんですか？」 「たぶんかなり普通の休日」 | テレビアニメ『らき☆すた』関連曲                                             |
| 12月26日 | らき☆すたRe-Mix002〜『ラキスタノキワミ、アッー』【してやんよ】〜                         | 泉こなた（平野綾）、柊かがみ（加藤英美里）、柊つかさ（福原香織）、高良みゆき（遠藤綾）                                               | 「もってけ!セーラーふく EX.Motte[k]remix」 「もってけ！ニーソックス」 「もってけ！セーラーふく Electro 乙女ちっく mix」 「もってけ！セーラーふく Bak-Bak-Bakoon!! mix」 | テレビアニメ『らき☆すた』関連曲                                             |
| 12月26日 | らき☆すたRe-Mix002〜『ラキスタノキワミ、アッー』【してやんよ】〜                         | らき☆すたのみんな | 「組曲「らき☆すた動画」」 | テレビアニメ『らき☆すた』関連曲                                             |
| 2008年   |                                                                                          | | |                                                                             |
| 3月5日   | ハマってサボっておーまいがっ！                                                           | 泉こなた（平野綾）、柊かがみ（加藤英美里）、柊つかさ（福原香織）、高良みゆき（遠藤綾）                                               | 「ハマってサボっておーまいがっ！」 | ゲーム『らき☆すた 〜陵桜学園 桜藤祭〜』オープニングテーマ                   |
| 3月5日   | ハマってサボっておーまいがっ！                                                           | 泉こなた（平野綾）、柊かがみ（加藤英美里）、柊つかさ（福原香織）、高良みゆき（遠藤綾）                                               | 「なんてったって☆伝説」 | ゲーム『らき☆すた 〜陵桜学園 桜藤祭〜』エンディングテーマ                   |
| 3月26日  | milktub 15th ANNIVERSARY BEST ALBUM BPM200 ROCK'N'ROLL SHOW                              | 泉こなた（平野綾）、柊かがみ（加藤英美里）、柊つかさ（福原香織）、高良みゆき（遠藤綾）                                               | 「男子ムリムリ大改造」 |                                                                             |
| 7月23日  | セキレイ/Dear sweet heart                                                                | 結（早見沙織）、月海（井上麻里奈）、草野（花澤香菜）、松（遠藤綾）                                                                   | 「セキレイ」 | テレビアニメ『セキレイ』オープニングテーマ                                  |
| 7月23日  | セキレイ/Dear sweet heart                                                                | 結（早見沙織）、月海（井上麻里奈）、草野（花澤香菜）、松（遠藤綾）                                                                   | 「Dear sweet heart」 | テレビアニメ『セキレイ』エンディングテーマ                                  |
| 11月26日 | TVアニメ「ネオ アンジェリーク Abyss」バラエティーCD Vol.1 アルカディア パラダイス        | オーブハンター5 | 「オーブハンター5のテーマ」 | テレビアニメ『ネオ アンジェリーク Abyss』関連曲                             |
| 2009年   |                                                                                          | | |                                                                             |
| 2月4日   | 宇宙は少女のともだちさっ                                                                 | 獅子堂秋葉（MAKO）、神凪いつき（遠藤綾）、河合ほのか（牧野由依）                                                                     | 「宇宙は少女のともだちさっ」 | テレビアニメ『宇宙をかける少女』エンディングテーマ                          |
| 2月4日   | 宇宙は少女のともだちさっ                                                                 | 獅子堂秋葉（MAKO）、神凪いつき（遠藤綾）、河合ほのか（牧野由依）                                                                     | 「Girlish my MIGHT」 | ラジオ『宇宙をかけるラジオ』主題歌                                          |
| 3月11日  | 瑠璃色の逆光                                                                             | 神凪いつき（遠藤綾） | 「瑠璃色の逆光」 「宇宙は少女のともだちさっ」 | テレビアニメ『宇宙をかける少女』関連曲                                      |
| 8月26日  | 身代わり伯爵の危険な饗宴                                                                 | ミレーユ・オールセン（遠藤綾） | 「ラブリーLADY」 | ドラマCD『身代わり伯爵』関連曲                                              |
| 8月26日  | Aggressive zone                                                                          | ニードレス★ガールズ+ | 「Aggressive zone」 | テレビアニメ『NEEDLESS』前期エンディングテーマ                              |
| 8月26日  | Aggressive zone                                                                          | ニードレス★ガールズ+ | 「Aggressive zone（Crystal Blue Sky Remix）」 | テレビアニメ『NEEDLESS』関連曲                                              |
| 9月9日   | CHARACTERS LOVE MISSION                                                                  | クルス（遠藤綾） | 「デラックスに好きにして」 | テレビアニメ『NEEDLESS』関連曲                                              |
| 9月9日   | 「かなめも」キャラクターソング＆オリジナルサウンドトラックアルバム「かなめろ」           | 北岡ゆめ（広橋涼）、南ゆうき（遠藤綾）                                                                                               | 「甘味のち快晴」 | テレビアニメ『かなめも』関連曲                                              |
| 9月9日   | 「かなめも」キャラクターソング＆オリジナルサウンドトラックアルバム「かなめろ」           | 北岡ゆめ（広橋涼）、南ゆうき（遠藤綾）、東ひなた（喜多村英梨）                                                                       | 「夏はやっぱりプールでしょ♪」 | テレビアニメ『かなめも』関連曲                                              |
| 9月9日   | 「かなめも」キャラクターソング＆オリジナルサウンドトラックアルバム「かなめろ」           | 北岡ゆめ（広橋涼）、南ゆうき（遠藤綾）、東ひなた（喜多村英梨）、西田はるか（堀江由衣）                                               | 「代理は鬼♪」 | テレビアニメ『かなめも』関連曲                                              |
| 9月9日   | 「かなめも」キャラクターソング＆オリジナルサウンドトラックアルバム「かなめろ」           | 西田はるか（堀江由衣）with北岡ゆめ（広橋涼）・南ゆうき（遠藤綾）・東ひなた（喜多村英梨）                                             | 「それが水着♪」 | テレビアニメ『かなめも』関連曲                                              |
| 9月9日   | 「かなめも」キャラクターソング＆オリジナルサウンドトラックアルバム「かなめろ」           | 風新新聞専売所員with久地院美華/働く少女達                                                                                            | 「最新ニュースを待っててね。〜風新新聞専売所のテーマ〜」 「働く少女♪」 | テレビアニメ『かなめも』関連曲                                              |
| 11月4日  | 約束 I'm with You/SURVIVE BABY SURVIVE!                                                  | 結（早見沙織）、月海（井上麻里奈）、草野（花澤香菜）、松（遠藤綾）                                                                   | 「約束 I'm with You」 | ゲーム『セキレイ〜未来からのおくりもの〜』オープニングテーマ                |
| 11月4日  | 約束 I'm with You/SURVIVE BABY SURVIVE!                                                  | 結（早見沙織）、月海（井上麻里奈）、草野（花澤香菜）、松（遠藤綾）                                                                   | 「SURVIVE BABY SURVIVE!」 | ゲーム『セキレイ〜未来からのおくりもの〜』エンディングテーマ                |
| 2010年   |                                                                                          | | |                                                                             |
| 1月27日  | な・り・あ・が・り☆                                                                      | 泉こなた（平野綾）、柊かがみ（加藤英美里）、柊つかさ（福原香織）、高良みゆき（遠藤綾）                                               | 「な・り・あ・が・り☆」 | ゲーム『らき☆すた ネットアイドル・マイスター』オープニングテーマ            |
| 1月27日  | な・り・あ・が・り☆                                                                      | 泉こなた（平野綾）、柊かがみ（加藤英美里）、柊つかさ（福原香織）、高良みゆき（遠藤綾）                                               | 「なんでだったっけアイドル？」 | ゲーム『らき☆すた ネットアイドル・マイスター』エンディングテーマ            |
| 4月28日  | Endless Soul〜終わりなき戦士〜                                                           | 孫策伯符（浅野真澄）、馬超（遠藤綾）                                                                                                 | 「Endless Soul〜終わりなき戦士〜」 | テレビアニメ『一騎当千 XTREME XECUTOR』エンディングテーマ                   |
| 6月23日  | ソ・ラ・ノ・ヲ・ト Blu-ray/DVD第4巻 完全生産限定版特典CD                                 | リオ（小林ゆう）、フィリシア・ハイデマン（遠藤綾）                                                                                   | 「花、ふたつ」 | テレビアニメ『ソ・ラ・ノ・ヲ・ト』関連曲                                    |
| 7月21日  | 白翼ノ誓約〜Pure Engagement〜/おんなじきもち                                             | 結（早見沙織）、月海（井上麻里奈）、草野（花澤香菜）、松（遠藤綾）                                                                   | 「白翼ノ誓約〜Pure Engagement〜」 | テレビアニメ『セキレイ〜Pure Engagement〜』オープニングテーマ               |
| 7月21日  | 白翼ノ誓約〜Pure Engagement〜/おんなじきもち                                             | 結（早見沙織）、月海（井上麻里奈）、草野（花澤香菜）、松（遠藤綾）                                                                   | 「おんなじきもち」 | テレビアニメ『セキレイ〜Pure Engagement〜』エンディングテーマ               |
| 9月29日  | SEKIREI SOUND COMPLETE                                                                   | 結（早見沙織）、月海（井上麻里奈）、草野（花澤香菜）、松（遠藤綾）                                                                   | 「たまんない！ KISS OR DIE!?」 | ラジオ『セキレイらじお』テーマソング                                        |
| 9月29日  | SEKIREI SOUND COMPLETE                                                                   | 結（早見沙織）、月海（井上麻里奈）、草野（花澤香菜）、松（遠藤綾）                                                                   | 「LET'S GO GET U!」 | ラジオ『セキレイらじお〜Pure Engagement〜』テーマソング                     |
| 9月29日  | SEKIREI SOUND COMPLETE                                                                   | 結（早見沙織）、月海（井上麻里奈）、草野（花澤香菜）、松（遠藤綾）                                                                   | 「セキレイ〜ノン・ストップ・メガミックス〜」 |                                                                             |
| 11月24日 | cosmic cuune                                                                             | シェリル・ノーム starring May'n、ランカ・リー（中島愛）、frontier stars                                                              | 「Merry Christmas without You」 | 劇場版アニメ『劇場版 マクロスF 恋離飛翼〜サヨナラノツバサ〜』関連曲         |
| 2011年   |                                                                                          | | |                                                                             |
| 3月16日  | 夢喰いメリー キャラクターソング エンギ・スリーピース                                     | エンギ・スリーピース（遠藤綾） | 「月下の仇刃花」 「夢で逢いましょう」 | テレビアニメ『夢喰いメリー』関連曲                                          |
| 3月17日  | 武装神姫 CHARACTER SONG and SPECIAL RADIO RONDO Vol.2                                    | 鷲型MMSラプティアス（遠藤綾） | 「HOLD ON」 「HOLD ON（MK Remix）」 |                                                                             |
| 6月22日  | とある魔術の禁書目録II アーカイブス2                                                     | オルソラ＝アクィナス（遠藤綾） | 「衝動、なのでございますよ。」 | テレビアニメ『とある魔術の禁書目録II』関連曲                                |
| 2012年   |                                                                                          | | |                                                                             |
| 6月27日  | フォトカノ キャラクターソング vol.9 大谷桃子                                             | 大谷桃子（遠藤綾） | 「初恋 恋愛 センセーション」 「ムーンライト スターライト（Momoko ver.）」 「フォトグラフメモリー（Momoko ver.）」 | 『フォトカノ』関連曲                                                        |
| 8月8日   | 機動戦士ガンダムAGE キャラクターソングアルバム VOL.1 FLIT AGE                            | エミリー・アモンド（遠藤綾） | 「follow your way」 | テレビアニメ『機動戦士ガンダムAGE』関連曲                                   |
| 8月22日  | みずいろ                                                                                 | 笹子（遠藤綾） | 「みずいろ」 | テレビアニメ『しろくまカフェ』6月エンディングテーマ                         |
| 8月22日  | みずいろ                                                                                 | 笹子（遠藤綾） | 「しろくまカフェ〜笹子〜」 |                                                                             |
| 12月     | 秘宝伝〜太陽を求める者達〜 SOUND TRACK                                                   | アキ（遠藤綾） | 「IDentity〜アキVersion〜」 | パチスロ『秘宝伝〜太陽を求める者達〜』関連曲                                |
| 2013年   |                                                                                          | | |                                                                             |
| 4月24日  | Accel World REGION RECORDS 2                                                             | 倉崎楓子（遠藤綾） | 「羽根ひとひら」 | テレビアニメ『アクセル・ワールド』関連曲                                    |
| 6月      | くるくるぱちんこ「新EX麻雀2」今度は変身しちゃうんだから! Vocal collection                | 朱雀転身香蓮（遠藤綾） | 「運命のトビラ」 | パチンコ『くるくるぱちんこ「新EX麻雀2」今度は変身しちゃうんだから！』関連曲 |
| 6月19日  | カーニヴァル キャラクターソング Vol.2 與儀＆ツクモ                                       | 與儀（宮野真守）、ツクモ（遠藤綾）                                                                                                   | 「WELCOME 2 PARADE!〜貳號艇へようこそ！〜」 | テレビアニメ『カーニヴァル』関連曲                                          |
| 8月7日   | デート・ア・ライブ DEAT A MUSIC EXTENSION                                                | 村雨令音（遠藤綾） | 「ひつじの樹海」 | テレビアニメ『デート・ア・ライブ』関連曲                                    |
| 8月14日  | イナズマオールスターズ×TPKキャラクターソングアルバム「感動共有！」                       | 空野葵（北原沙弥香）、野咲さくら（遠藤綾）                                                                                           | 「明日も晴れたら」 |                                                                             |
| 2014年   |                                                                                          | | |                                                                             |
| 1月24日  | PACHISLOT うる星やつら3 Original Sound Track                                             | 遠藤綾 | 「宇宙大シャッフル」 | パチスロ『うる星やつら3』関連曲                                             |
| 2015年   |                                                                                          | | |                                                                             |
| 12月29日 | 熱響！乙女フェスティバル ファン大感謝祭LIVE ORIGINAL SOUND TRACK                         | 天照 | 「剣戟乱舞」 「乱〜Run〜」 「月夜、恋し言葉紡ぎ」 | パチンコ『熱響！乙女フェスティバル ファン大感謝祭LIVE』関連曲               |
| 2016年   |                                                                                          | | |                                                                             |
| 3月16日  | SIX SHAME FACES 〜今夜も最高!!!!!!〜                                                     | トト子（遠藤綾）feat.おそ松（櫻井孝宏）×カラ松（中村悠一）×チョロ松（神谷浩史）×一松（福山潤）×十四松（小野大輔）×トド松（入野自由） | 「SIX SHAME FACES 〜今夜も最高!!!!!!〜」 | テレビアニメ『おそ松さん』エンディングテーマ                                |
| 3月16日  | SIX SHAME FACES 〜今夜も最高!!!!!!〜                                                     | トト子（遠藤綾） | 「SIX SHAME FACES 〜今夜も最高!!!!!!〜」 | テレビアニメ『おそ松さん』関連曲                                            |
| 9月7日   | おそ松さん Original Sound Track Album                                                    | イヤミ（鈴村健一）、トト子（遠藤綾） feat.おそ松さんオールスターズ                                                                   | 「SIX SAME FACES 〜今夜も最高!!!!!!!!!!!!!!〜 type FINAL」 | テレビアニメ『おそ松さん』エンディングテーマ                                |
| 2019年   |                                                                                          | | |                                                                             |
| 6月26日  | えいがのおそ松さん オリジナルサウンドトラック                                            | 弱井トト子（遠藤綾）、橋本にゃー（山下七海）                                                                                         | 「ネコとディスコとサカナ」 | 劇場アニメ『えいがのおそ松さん』挿入歌                                      |
| 2020年   |                                                                                          | | |                                                                             |
| 1月29日  | アズールレーン クロスウェーブ オリジナル・サウンドトラック                               | 駿河（遠藤綾） | 「海へ捧げるレミニセンス」 | ゲーム『アズールレーン クロスウェーブ』エンディングテーマ                   |
| 12月16日 | Max Charm Faces 〜彼女は最高♡♡!!!!!!〜                                                   | Shuta Sueyoshi with Totoko（遠藤綾）♡Nya（山下七海） & 松野家6兄弟                                                                   | 「Max Charm Faces 〜彼女は最高♡♡!!!!!!〜」 | テレビアニメ『おそ松さん』第3期エンディングテーマ                           |
| 2021年   |                                                                                          | | |                                                                             |
| 2月24日  | Amazing Intelligence 〜クズは最高!!!!!!!!!!!!!♡♡△△〜                                     | オムスビ（山本和臣） with おそ松さんオールスターズ                                                                                   | 「Amazing Intelligence 〜クズは最高!!!!!!!!!!!!!♡♡△△〜」 | テレビアニメ『おそ松さん』第3期エンディングテーマ                           |
| 8月18日  | おそ松さん Original Sound Track Album3                                                   | Shuta Sueyoshi with Totoko（遠藤綾）♡Nya（山下七海） & 松野家6兄弟                                                                   | 「Max Charm Faces 〜彼女は最高♡♡!!!!!!〜 Smile Again」 | テレビアニメ『おそ松さん』第3期エンディングテーマ                           |
| 8月18日  | おそ松さん Original Sound Track Album3                                                   | オムスビ（山本和臣） with おそ松さんオールスターズ                                                                                   | 「Amazing Intelligence 〜クズは最高!!!!!!!!!!!!!♡♡△△〜 Type FINAL」 | テレビアニメ『おそ松さん』第3期エンディングテーマ                           |
| 4月6日   | マクロス40周年記念コラボアルバム デカルチャー!! ミクスチャー!!!!! 初回限定フロンティア盤 | シェリル・ノーム（歌 - May'n / 台詞 - 遠藤綾）、ランカ・リー（中島愛）                                                               | 「爛々スペシャルボーナスメドレー（Δ得盛り）」 | テレビアニメ『マクロスF』関連曲                                             |
| 4月9日   | 妖怪たいそう                                                                             | ジバニャンコマさんヨシキりさ♪ | 「妖怪たいそう」 | テレビアニメ『妖怪ウォッチ♪』エンディングテーマ                             |
| 2022年   |                                                                                          | | |                                                                             |
| 10月7日  | ようかいたいそう♪                                                                        | 金子みゆ&ジバニャンコマさん | 「ようかいたいそう♪」 | テレビアニメ『妖怪ウォッチ♪』エンディングテーマ                             |

### その他参加楽曲
| 発売日        | 商品名                                           | 歌                           | 楽曲                 | 備考                                                   |
| ------------- | ------------------------------------------------ | ---------------------------- | -------------------- | ------------------------------------------------------ |
| 2005年9月14日 | Love Love! Chuっ Chuっ!/愛の子猫                 | 川澄綾子、遠藤綾、河原木志穂 | 「愛の子猫」         | テレビアニメ『おくさまは女子高生』エンディングテーマ   |
| 2011年2月9日  | MAGICAL ANGEL CREAMY MAMI official tribute ALBUM | 遠藤綾                       | 「パジャマのままで」 | 『魔法の天使クリィミーマミ』公式トリビュート・アルバム |

### シリーズ一覧
1. ↑  第1期『first season』（2004年）、第2期『second season』（2005年）
2. ↑  第1期（2008年）、第2期『銀魂’』（2011年）
3. ↑  第1期（2008年）、第2期『〜Pure Engagement〜』（2010年）
4. ↑  第1期（2008年）、第2期『-Second Age-』（2008年）
5. ↑  第1期（2009年 - 2010年）、第2期『S』（2013年）
6. ↑  第2期『II』（2010年 - 2011年）、第3期『III』（2018年 - 2019年）
7. ↑  第1期（2011年）、第2期『2』（2012年）
8. ↑  第1期（2011年 - 2012年）、第2期『2』（2013年）、第3期『3』（2019年 - 2020年）
9. ↑  第1期（2011年）、第2期（2013年）
10. ↑  第1期（2012年）、第3期前半『アリシゼーション』（2018年）、第3期後半『アリシゼーション War of Underworld』第2クール（2020年）
11. ↑  『Fifth Stage』（2013年）、『Final Stage』（2014年）
12. ↑  第1期（2013年）、第2期『II』（2014年）、第3期『III』（2019年）、第4期『IV』（2022年）、第5期『V』（2024年）
13. ↑  『XY』（2013年 - 2015年）、『XY&Z』（2016年）
14. ↑  テレビシリーズ（2014年 - 2015年）、特別編『アイランド・ウォーズ』（2016年8月21日）
15. ↑  『妖怪ウォッチ』（2014年 - 2018年）、『妖怪ウォッチ！』（2019年）、『妖怪ウォッチ♪』（2021年 - 2023年）
16. ↑  第1期（2015年 - 2016年）、特番『おうまでこばなし』（2016年12月12日）、第2期（2017年 - 2018年）、第3期（2020年 - 2021年）、第4期（2025年）
17. ↑  第1シリーズ（2015年）、第2シリーズ（2016年）
18. ↑  第3期『ツヴァイ ヘルツ！』（2015年）、第4期『ドライ!!』（2016年）
19. ↑  第1シリーズ（2016年 - 2017年）、第2シリーズ（2017年 - 2018年）
20. ↑  SEASON1（2017年 - 2018年）、SEASON2第1クール（2023年）、SEASON2第2クール（2023年）
21. ↑  第1期（2018年）、第2期『II』（2018年）
22. ↑  第1期（2018年）、第2期『はたらく細胞!!』（2021年）
23. ↑  第1期（2018年）、第2期『II』（2023年）
24. ↑  『バニーガール先輩』（2018年）、『サンタクロース』（2025年）
25. ↑  第1期『1st season』（2019年）、第3期『The Final』（2021年）
26. ↑  第1期（2020年）、第2期『F』（2022年 - 2024年）
27. ↑  第1期（2020年）、第2期『懐玉・玉折/渋谷事変』[80]（2023年）
28. ↑  第2期『2nd season』後半クール（2021年）、第3期『3rd season 襲撃編』（2024年）
29. ↑  第一部（2021年）、第二部（2022年）
30. ↑  第1期（2024年）、第2期（2024年）
31. ↑  『WORLD』『3D』（2011年）、『OVER WORLD』（2012年）、『GENESIS』（2016年）、『CROSSRAYS』（2020年）、『ETERNAL』（2025年）
32. ↑  『艦これ』（2014年）、『艦これ改』（2016年）、『艦これアーケード』（2017年 - 2018年）
33. ↑  『マキシブースト』（2014年）、『マキシブースト ON』（2016年）
34. ↑  『エクストリームバーサス2』（2018年 - 2019年）、『クロスブースト』（2021年）、『オーバーブースト』（2023年）、『インフィニットブースト』（2025年）

### ユニットメンバー
1. ↑  松岡由貴、名塚佳織、本多陽子、森永理科、木川絵理子、廣田詩夢、小林晃子、遠藤綾、新谷良子、長谷川静香
2. ↑  泉こなた（平野綾）、柊かがみ（加藤英美里）、柊つかさ（福原香織）、高良みゆき（遠藤綾）、小早川ゆたか（長谷川静香）、岩崎みなみ（茅原実里）、田村ひより（清水香里）、パトリシア・マーティン（ささきのぞみ）、泉かなた（島本須美）、小神あきら（今野宏美）、白石みのる（白石稔）、m.o.e.v（不詳、富永TOMMY弘明）
3. ↑  アンジェリーク（遠藤綾）、レイン（高橋広樹）、ニクス（大川透）、ジェイド（小野坂昌也）、ヒュウガ（小野大輔）
4. ↑  イヴ（喜多村英梨）、クルス（遠藤綾）、セツナ（後藤沙緒里）、未央（牧野由依）、ディスク（加藤英美里）
5. 1 2  中町かな（豊崎愛生）、天野咲妃（水原薫）、北岡ゆめ（広橋涼）、南ゆうき（遠藤綾）、東ひなた（喜多村英梨）、西田はるか（堀江由衣）、久地院美華（釘宮理恵）
6. ↑  アルト（中村悠一）、ランカ（中島愛）、シェリル（遠藤綾）、ミシェル（神谷浩史）、クラン（豊口めぐみ）、ボビー（三宅健太）、モニカ（田中理恵）、ラム（福原香織）
7. ↑  ジョディ・バーンサイド（喜多村英梨）、今川ヨシモト（山本麻里安）、風上まどか（伊藤静）、姿月レイコ（遠藤綾）、織田ノブナガ（田村ゆかり）
8. ↑  櫻井孝宏、中村悠一、神谷浩史、福山潤、小野大輔、入野自由、國立幸、上田燿司、飛田展男、斎藤桃子、井上和彦、くじら
9. 1 2  松野おそ松（櫻井孝宏）、松野カラ松（中村悠一）、松野チョロ松（神谷浩史）、松野一松（福山潤）、松野十四松（小野大輔） 松野トド松（入野自由）
10. 1 2  松野おそ松（櫻井孝宏）、松野カラ松（中村悠一）、松野チョロ松（神谷浩史）、松野一松（福山潤）、松野十四松（小野大輔）、松野トド松（入野自由）、弱井トト子（遠藤綾）、イヤミ（鈴村健一）、チビ太（國立幸）、デカパン（上田燿司）、ダヨーン（飛田展男）、ハタ坊（斎藤桃子）、松野松造（井上和彦）、松野松代（くじら）、橋本にゃー（山下七海）
11. ↑  ジバニャン（小桜エツコ）、コマさん（遠藤綾）、吉木りさ
12. ↑  金子みゆ、ジバニャン（小桜エツコ）、コマさん（遠藤綾）